# 馬利餅

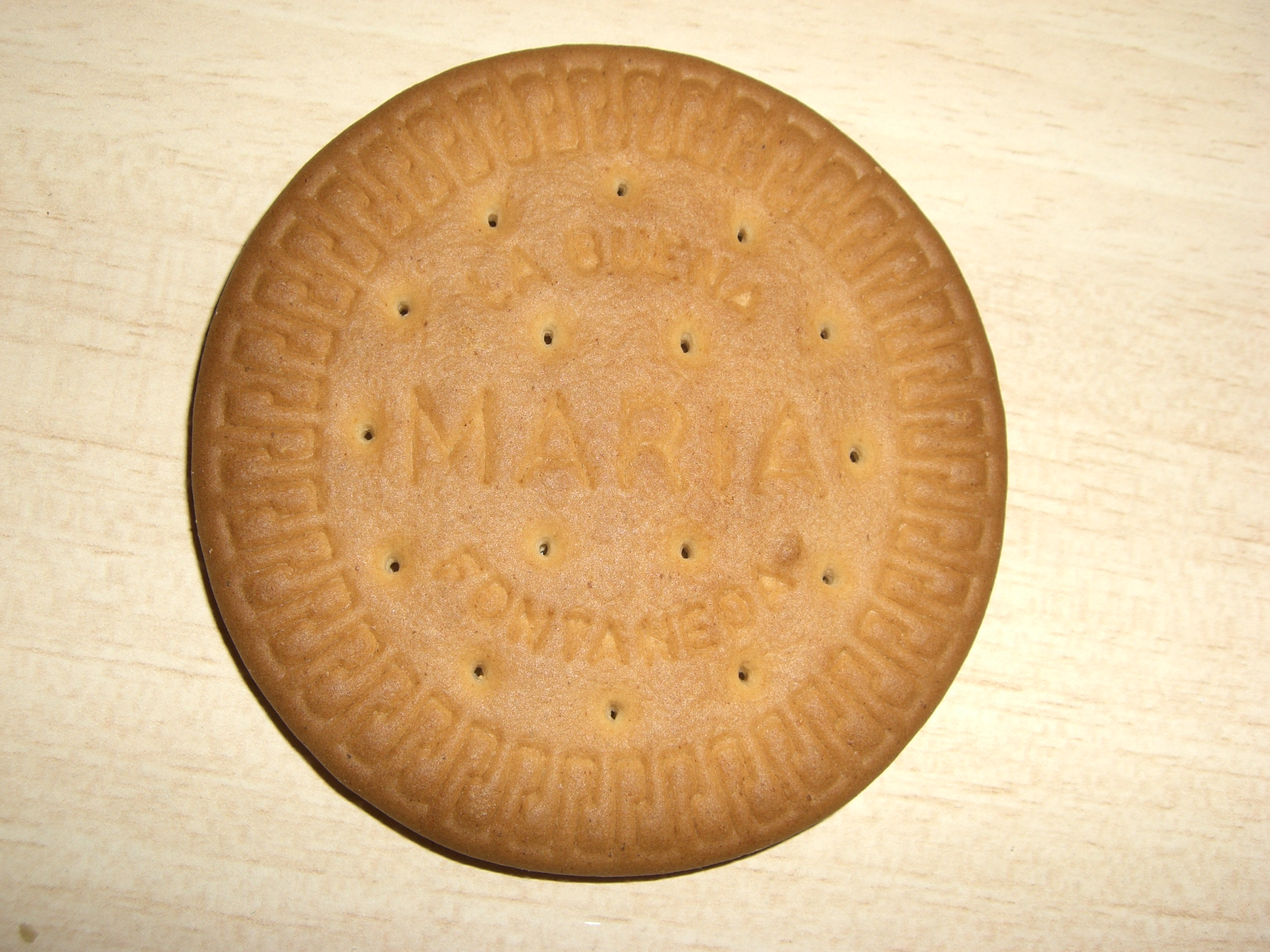
瑪莉餅乾

瑪莉餅乾（英文：Marie biscuit）是一種起源於英國的圓形甜味餅乾，與富茶餅相似，成份包括麵粉、砂糖、植物油及香草味等。瑪莉餅上通常有一些小孔及印有文字。瑪莉餅通常作為一種茶點小吃。